# Commissario europeo della Germania
Il commissario europeo della Germania è un membro della Commissione europea proposto al Presidente della Commissione dal Governo della Germania.
La Germania ha avuto diritto a due commissari europei dal 1º gennaio 1958, anno dell'entrata in vigore dei Trattati di Roma, di cui era firmataria (come Repubblica Federale Tedesca), che istituivano la Comunità Economica Europea, all'insediamento della prima Commissione Barroso nel 2004; da allora, a seguito del quinto allargamento, ha diritto ad un solo commissario, come tutti gli altri Stati membri.

## Lista dei commissari europei della Germania
| Commissario          | Competenza | Commissione                        | Periodo        | Partito             |
| -------------------- | --- | ---------------------------------- | -------------- | ------------------- |
| Ursula von der Leyen | Presidente | von der Leyen I e von der Leyen II | 2019-in carica | CDU                 |
| Günther Oettinger    | Economia e società digitali                                                                                      | Juncker                            | 2014-2019      | CDU                 |
| Günther Oettinger    | Energia | Barroso II                         | 2010-2014      | CDU                 |
| Günter Verheugen     | Imprese e Industria (Vicepresidente)                                                                             | Barroso I                          | 1999-2010      | SPD                 |
| Günter Verheugen     | Allargamento | Prodi                              | 1999-2010      | SPD                 |
| Michaele Schreyer    | Bilancio | Prodi                              | 1999-2004      | Alleanza 90/I Verdi |
| Monika Wulf-Mathies  | Politica regionale                                                                                               | Santer e Marín                     | 1995-1999      | SPD                 |
| Martin Bangemann     | Affari industriali, Informazione e Tecnologie delle Telecomunicazioni                                            | Santer e Marín                     | 1989-1999      | FDP                 |
| Martin Bangemann     | Affari industriali (Vicepresidente)                                                                              | Delors III                         | 1989-1999      | FDP                 |
| Martin Bangemann     | Mercato interno e Affari industriali                                                                             | Delors II                          | 1989-1999      | FDP                 |
| Peter Schmidhuber    | Bilancio | Delors II e Delors III             | 1987-1995      | CSU                 |
| Peter Schmidhuber    | Affari economici, Occupazione ed Eurostat                                                                        | Delors I                           | 1987-1995      | CSU                 |
| Alois Pfeiffer       | Affari economici, Occupazione ed Eurostat                                                                        | Delors I                           | 1985-1987      | SPD                 |
| Karl-Heinz Narjes    | Industria, Elaborazione dei dati, Scienza e Ricerca (Vicepresidente)                                             | Delors I                           | 1981-1989      | CDU                 |
| Karl-Heinz Narjes    | Mercato interno, Innovazione industriale, Unione doganale, Ambiente, Tutela dei consumatori e sicurezza nucleare | Thorn                              | 1981-1989      | CDU                 |
| Wilhelm Haferkamp    | Relazioni esterne e Commercio (Vicepresidente)                                                                   | Jenkins e Thorn                    | 1967-1985      | SPD                 |
| Wilhelm Haferkamp    | Affari economici e finanziari                                                                                    | Ortoli                             | 1967-1985      | SPD                 |
| Wilhelm Haferkamp    | Mercato interno, Servizi ed Energia (Vicepresidente)                                                             | Malfatti e Mansholt                | 1967-1985      | SPD                 |
| Wilhelm Haferkamp    | Energia (Vicepresidente)                                                                                         | Rey                                | 1967-1985      | SPD                 |
| Guido Brunner        | Energia, Ricerca e Scienza                                                                                       | Jenkins                            | 1974-1981      | FDP                 |
| Guido Brunner        | Ricerca, Scienza ed Educazione                                                                                   | Ortoli                             | 1974-1981      | FDP                 |
| Ralf Dahrendorf      | Ricerca, Scienza ed Educazione                                                                                   | Ortoli                             | 1970-1974      | FDP                 |
| Ralf Dahrendorf      | Relazioni esterne e Commercio                                                                                    | Malfatti e Mansholt                | 1970-1974      | FDP                 |
| Fritz Hellwig        | Ricerca, Energia Nucleare, Tecnologia e Informazione                                                             | Rey                                | 1967-1970      | CDU                 |
| Hans von der Groeben | Mercato interno e Politica regionale                                                                             | Rey                                | 1958-1970      | nessuno             |
| Hans von der Groeben | Concorrenza | Hallstein I e Hallstein II         | 1958-1970      | nessuno             |
| Walter Hallstein     | Presidente | Hallstein I e Hallstein II         | 1958-1967      | CDU                 |